# Roger Winsbacher
Roger Winsbacher (19 juin 1928, Strasbourg-13 février 2012, Strasbourg) est un rabbin et un éducateur français connu pour ses qualités oratoires et pédagogiques.

## Éléments biographiques
Le rabbin Roger (David) Winsbacher, est né à Strasbourg le 19 juin 1928 dans une famille d'origine alsacienne. À la déclaration de la guerre, il a onze ans. Il se réfugie avec sa famille à Limoges. Il suit dans cette ville des cours à l'école de l'ORT.
Le futur grand-rabbin Abraham Deutsch, de Strasbourg, replié lui aussi à Limoges, a une grande influence sur lui. Il le pousse à choisir une carrière rabbinique. 
Roger Winsbacher passe la fin de la guerre en Suisse où il suit des cours du rabbin Haim Gittler. Après la Seconde Guerre mondiale, Roger Winsbacher étudie au Séminaire israélite de France à Paris. Il fait son service militaire en Algérie. Il devient rabbin de Saint-Louis (Haut-Rhin), puis d'Obernai (Bas-Rhin). Il est proche du rabbin Snieders de Bâle, en Suisse. Il devient particulièrement attaché à la grande figure que représente pour le judaïsme strasbourgeois mais aussi mondial, le grand rabbin Avraham David Horowitz, dont il est l'un des disciples le plus reconnu. Lors du départ de ce dernier qui immigre en Israël, il lui succède à la tête de la synagogue de rite polonais de Strasbourg, Adath Israel (située d'abord rue de la Nuée-Bleue, puis au 9 rue Sellénick). 
Roger Winsbacher enseigne à la Yeshiva Ketana de Strasbourg où il influence des générations d'étudiants. Il est connu pour sa pédagogie et la clarté de son enseignement. Très rigoureux envers lui-même dans sa pratique du judaïsme, il pratique ce qu'il prêche dans la recherche de la vérité et de la pureté, tout en  montrant une ouverture pour les autres. Il est marié à Danielle Weil, une pédagogue et enseignante à Strasbourg. Danielle Winsbacher est une des sœurs de Liliane Ackermann. Son beau-frère est Henri Ackermann, de Strasbourg. Les Winsbacher ont trois fils.
Lorsque Roger Winsbacher prend sa retraite comme rabbin de Adath Israël, Michaël Szmerla, le dayan de Strasbourg, lui succède. Le rabbin Roger Winsbacher meurt à Strasbourg le 13 février 2012, et est enterré le lendemain, le 14 février 2012, au cimetière "Etz Haïm" de Cronenbourg,. Les funérailles sont conduites par le grand-rabbin Samuel Yaffe-Schlessinger et, fait rare, son cercueil est transporté dans la synagogue "Adath Israël" où le rabbin Szmerla prononce l'éloge funèbre (Hesped). Le grand-rabbin de Strasbourg René Gutman participe à la cérémonie avec la récitation d'un Psaume.